# ZB vz. 26
ZB vz. 26 je čehoslovačka strojnica koju je konstruirao Vaclav Holek za tvrtku Eskoslovenská Zbrojovka u Brnu 1926. godine. Bila je solidnog dizajna i vrlo brzo je postala popularna diljem svijeta. Mnogo ih je proizvedeno za potrebe Češke vojske, a 1938. su završile i u postrojbama Wehrmachta. Pod licencom je izrađivana u mnogim prekooceanskim zemljama.